# جيمي جوميز
جيمي جوميز (بالإنجليزية: Jimmy Gomez)‏ هو سياسي أمريكي، ولد في 25 نوفمبر 1974 في فوليرتون في الولايات المتحدة. حزبياً، نشط في حزب كاليفورنيا الديمقراطي ‏.

## مناصب
- في انتخابات مجلس النواب الأمريكي 2016، انتخب عضو مجلس النواب الأمريكي عن دائرة الدائرة الكونغرسية الرابعة والثلاثون لكاليفورنيا [الإنجليزية]‏ وقد انضم خلال فترته النيابية [الإنجليزية]‏ (11 يوليو 2017 – 3 يناير 2019) للكتلة البرلمانية الحزب الديمقراطي.
- انتخب Whip (politics) [الإنجليزية]‏ (2012 – 2015).
- انتخب مدير.
- انتخب موظف في الكونغرس [الإنجليزية]‏.
- انتخب عضو مجلس النواب الأمريكي (2017 – ).
- انتخب عضو جمعية ولاية كاليفورنيا (2012 – 2017).

## وصلات خارجية
- الموقع الرسمي